# Mönsterås
Mönsterås ist ein Ort (tätort) in der schwedischen Provinz Kalmar län und der historischen Provinz Småland.
Der Ort ist Hauptort der gleichnamigen Gemeinde.

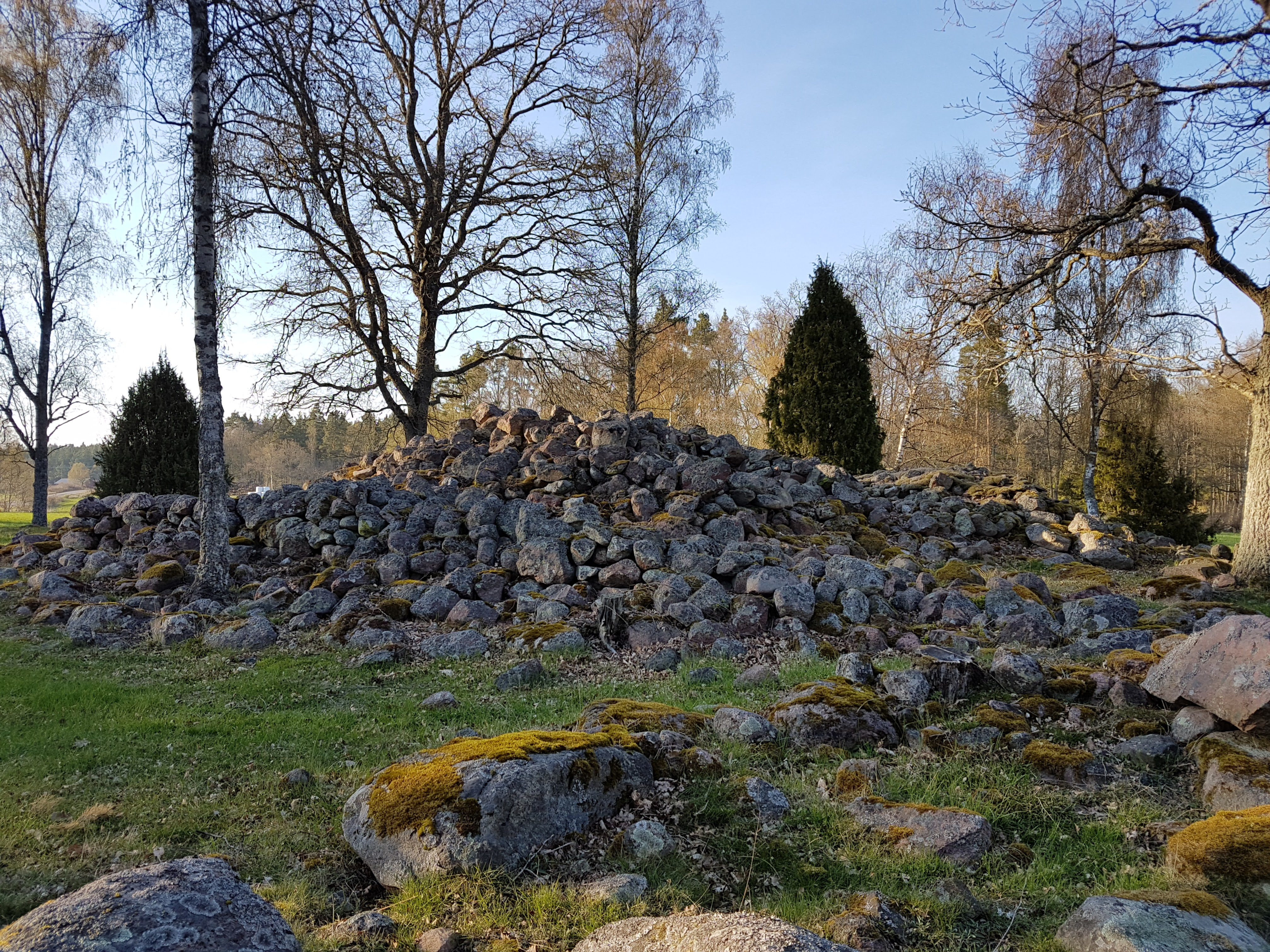
Röse in Mönsterås

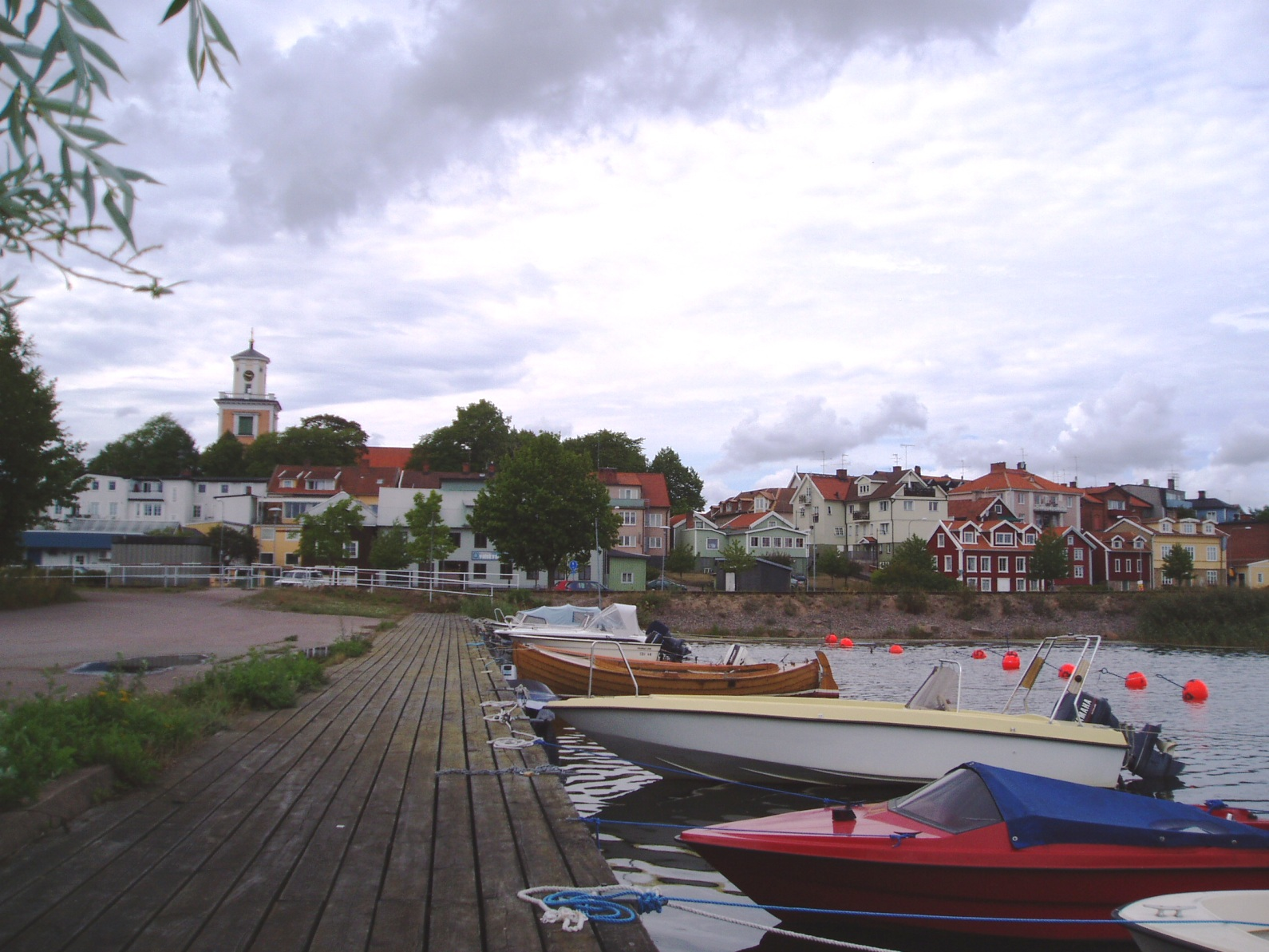
Blick vom Hafen

## Verkehr
Durch den Ort führt die ehemals schmalspurige Bahnstrecke Mönsterås–Växjö, auf der bis 1. Februar 1962 Personenverkehr durchgeführt wurde. Nach dem 1973 durchgeführten Umbau der Strecke auf Normalspur dient sie dem Güterverkehr nach Mönsterås bruk.